# Ramon Obusan
Ramon Obusan (Legazpi, 16 juni 1938 - Quezon City, 21 december 2006) was een Filipijnse danser, dansleraar en choreograaf. Hij was een autoriteit op het gebied van traditionele Filipijnse rituelen. Obusan werd kort voor zijn dood in 2006 benoemd tot nationaal kunstenaar van de Filipijnen.

## Biografie
Ramon Obusan werd geboren op 16 juni 1938 in de Filipijnse stad Legazpi. Hij was de oudste zoon van Praxedes Obusan uit Camarines Norte en Josefina Obusan uit Albay. Zijn vader was dokter en zijn moeder muziekleraar. Obusan studeerde aan de University of the Philippines (UP), waar hij een bachelor-diploma visserij behaalde. Aansluitend doceerde hij aan Aklan Polytechnic Institute. In Aklan ontwikkelde zich zijn voorliefde voor Filipijnse folklore. Hij keerde terug naar Manilla en studeerde antropologie aan de UP. Na zijn studie sloot hij zich in de jaren 60 aan bij de Bayanihan Philippine Dance Company. Hij begon er als musicus, maar werd al gauw danser.
Obusan was de oprichter en choreograaf van de Ramon Obusan Folkloric Group. De bekende folkoristische dans- en muziekgroep trad wereldwijd op en had als doel het voortleven van de Filipijnse muziek- en danstradities. In zijn latere carrière heeft Obusan honderden dansers en artiesten opgeleid.
Ramon Obusan overleed in 2006 op 68-jarige leeftijd aan een hartstilstand in het Makati Medical Center.